# Carl Wilhelm Frölich
Carl Wilhelm Frölich (auch: Froelich; * Dezember 1759 in Landsberg a. d. Warthe; † 23. Mai 1828 in Charlottenburg bei Berlin) war ein deutscher Schriftsteller, sozialistischer Utopist, Aufklärer, Demokrat und Reformer.

## Leben
Carl Wilhelm Frölich wurde im Dezember 1759 in der damaligen brandenburgischen Neumark geboren. Er studierte ab dem Frühjahr 1778 Rechtswissenschaften an der Universität in Halle. Nach Beendigung des Studiums arbeitete Frölich als höherer Zollbeamter in Magdeburg; ab 1789 war er als Geheimsekretär im Berliner Generalpostamt beschäftigt. Im Mai 1789 heiratete er die zwanzigjährige Henriette Rauthe.
Nachdem Frölich von 1792 bis 1814 in Scharfenbrück vergeblich versucht hatte, dem Erbpachtgut trotz großer Kriegsschäden eine gedeihliche Entwicklung zu geben, zog er mit seiner Familie zurück nach Berlin. Hier errichtete er ein Lesekabinett und übernahm eine Leihbibliothek.
Carl Wilhelm Frölich starb am 23. Mai 1828 verarmt in Charlottenburg bei Berlin.

## Hauptwerke

### Über den Menschen und seine Verhältnisse

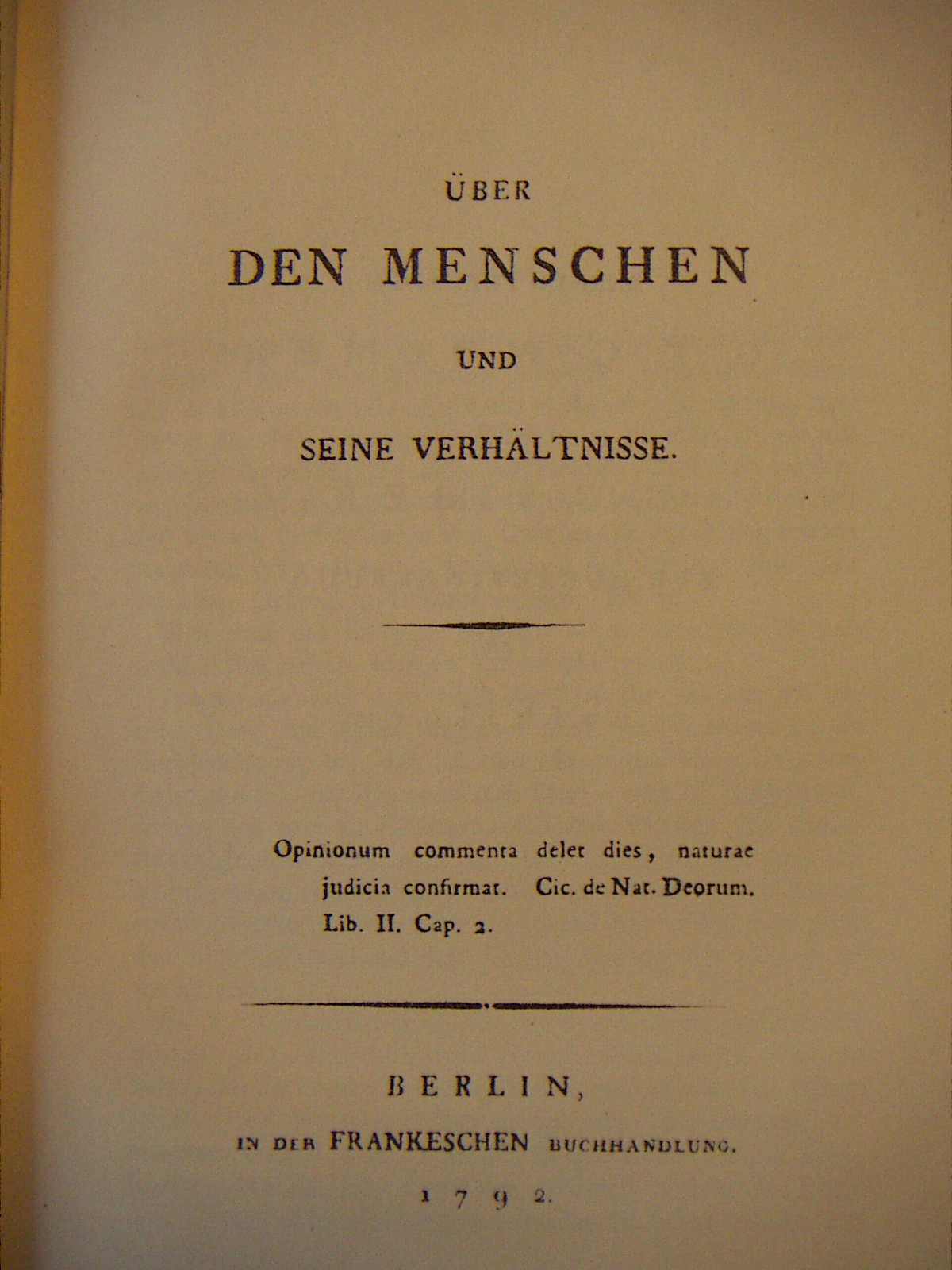
Titelblatt des Buches Über den Menschen und seine Verhältnisse

Das Hauptwerk Frölichs, die Schrift Über den Menschen und seine Verhältnisse, erschien 1792 anonym. 
Der deutsche Gelehrte und Schriftsteller Georg Forster schrieb über Frölichs Erstlingsschrift am 19. Juli 1793 aus Paris an seine Frau: „Eine andere große Freude gewährte mir gestern ein gutes deutsches Buch … Es ist eines der seltenen Producte unserer Zeit, das Werk eines jungen, sehr richtig denkenden und empfindsamen Menschen. Ich möchte wissen, wer er ist und wie er heißt.“ Der Verfasser bekannte sich erst zehn Jahre später zu seinem Werk.

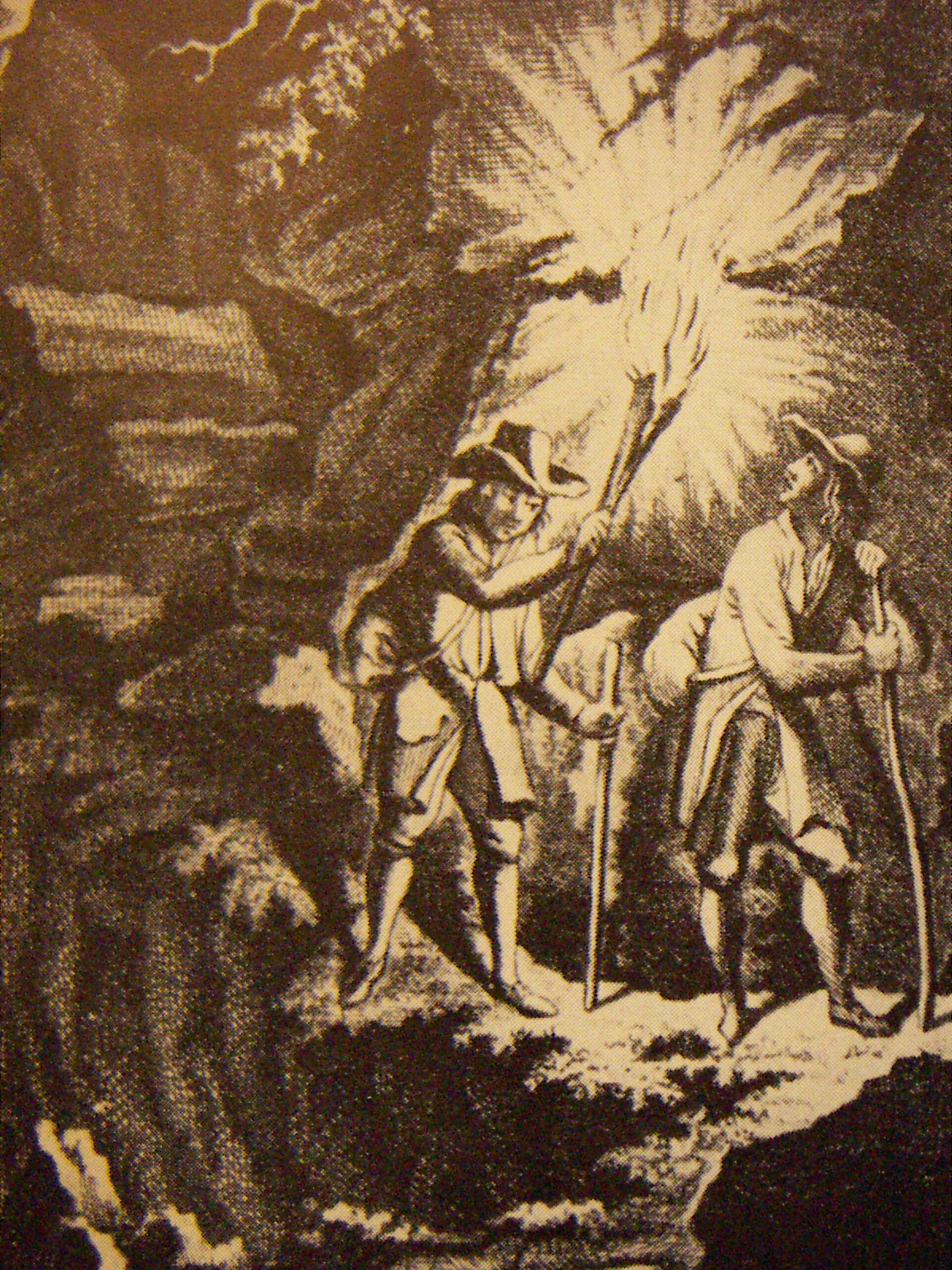
Frontispiz des Buches Über den Menschen und seine Verhältnisse (Stich von Carl Christian Glaßbach)

Dieses Manifest vom glücklichen Dasein des Menschen besteht aus zehn verschieden langen Gesprächen zwischen Erast, der um die Erziehung seiner Kinder besorgt ist, und Philemon, aus dem der Autor spricht. Zwischen den Dialogen sind vier Betrachtungen eingeschoben. Erast vertritt als Mitglied des Bürgertums eine naturrechtliche Auffassung, wie die bürgerliche Rechtfertigung unterschiedlicher Besitzverhältnisse: dass die Natur die Gaben ungleich verteilt habe. Philemon vertritt den gegensätzlichen Standpunkt und fordert wesentliche Änderungen in den gesellschaftlichen Eigentumsverhältnissen. Die erzieherischen Erörterungen offenbaren den Zwiespalt zwischen der Natur des Menschen, der nach Glück und Frieden strebt, und den tatsächlichen Verhältnissen (in denen er gegenwärtig lebt).

### Thierarznei Buch für den Landmann und Oekonomen
Mit dem Thierarznei Buch für den Landmann und Oekonomen (Verlag G. C. Nauck, Berlin 1801, 2 Bände/Erster und Zweiter Theil) leistet Frölich, in den Vorworten theoretisch und in den Anleitungen praktisch, einen Beitrag zur Aufklärung auf dem Lande. Er wollte mithelfen, die Bauern von Aberglauben und geistiger Unmündigkeit zu befreien und zu einsichtsvollem Handeln innerhalb ihrer Arbeit zu führen.

### Gemälde nach der Natur

Vorwort des Buches Gemälde nach der Natur, Seite 1

Frölichs Gemälde nach der Natur (Verlag J. F. Unger, Berlin 1802) sind eine literarische Essaysammlung, mit der der Autor die Grundgedanken seines Hauptwerks verdeutlicht und ergänzt. Auch hierin wendet Frölich vor allem den Grundsatz der tätigen Erziehung in praktischer Unterweisung sowie in theoretischen Vorschlägen und Erörterungen an.

## Aussage und Wirkung
Die Hauptpfeiler des Frölichschen Gedankengebäudes sind der Protest gegen eine Gesellschaftsordnung der Ausbeutung, die Forderung nach einer Veränderung der gesellschaftlichen Verhältnisse und der Aufbau einer von Unterdrückung freien Gesellschaft, die allen Menschen ein glückliches und friedliches Leben verbürgt.
Der sozialistische Utopismus Frölichs gipfelt in der „Abschaffung“ des Privateigentums, indem er fordert, Kinder nicht zu guten Bürgern zu erziehen, sondern zu guten Menschen auszubilden, unabhängig von den materiellen Lebensverhältnissen. Utopisch musste jede gesellschaftliche Theorie bleiben, die nicht davon ausging, dass die Eigentumsverhältnisse nur revolutionär umgestaltet werden können.
Bildung und Aufklärung ist für Frölich nicht ein von außen Belehren, sondern ein Wecken der eigenen Freiheit, des Selbstbewusstseins, der Eigentätigkeit und des Begreifens.

## Werke
- Über den Menschen und seine Verhältnisse. Frankesche Buchhandlung, Berlin 1792 (Neuausgabe 1960 im Akademie-Verlag Berlin, herausgegeben und eingeleitet von Gerhard Steiner)